# ツインピークス

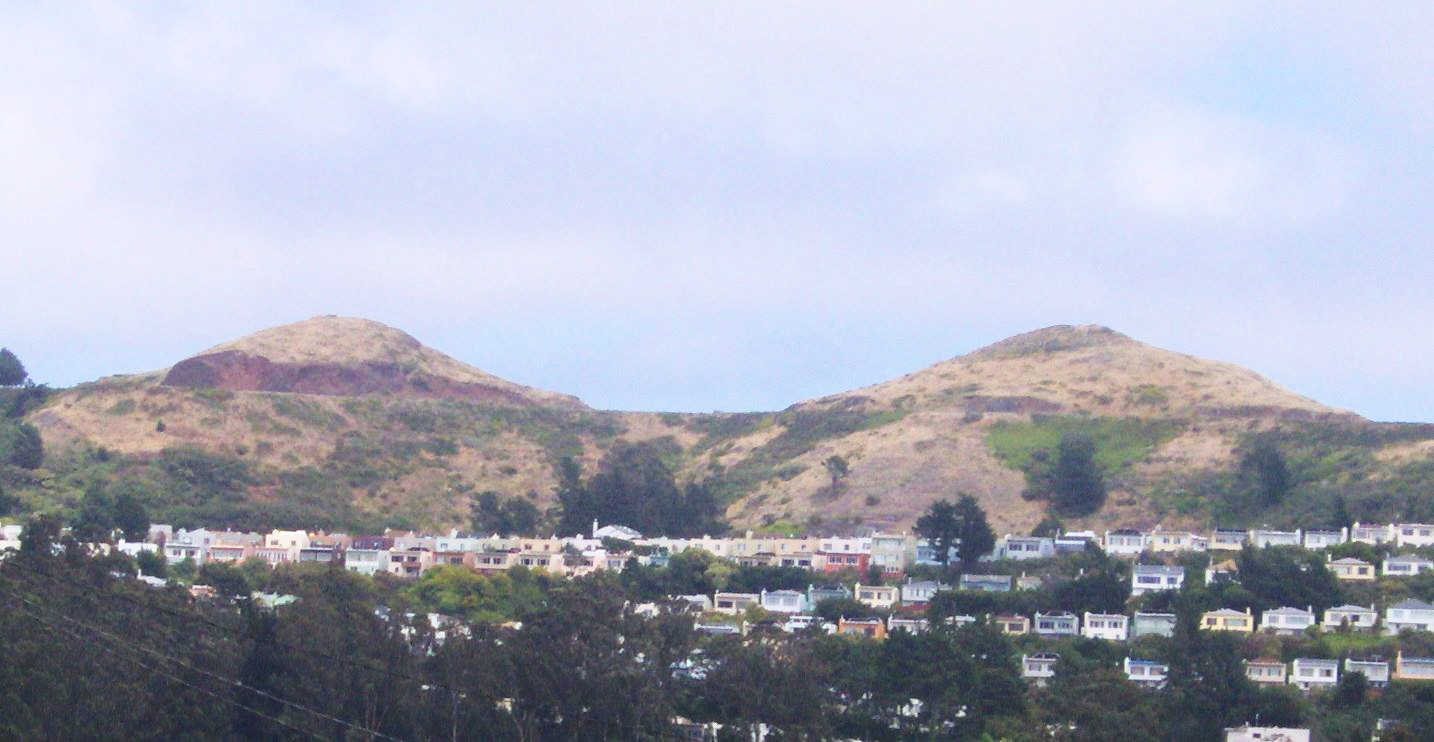
ツインピークス

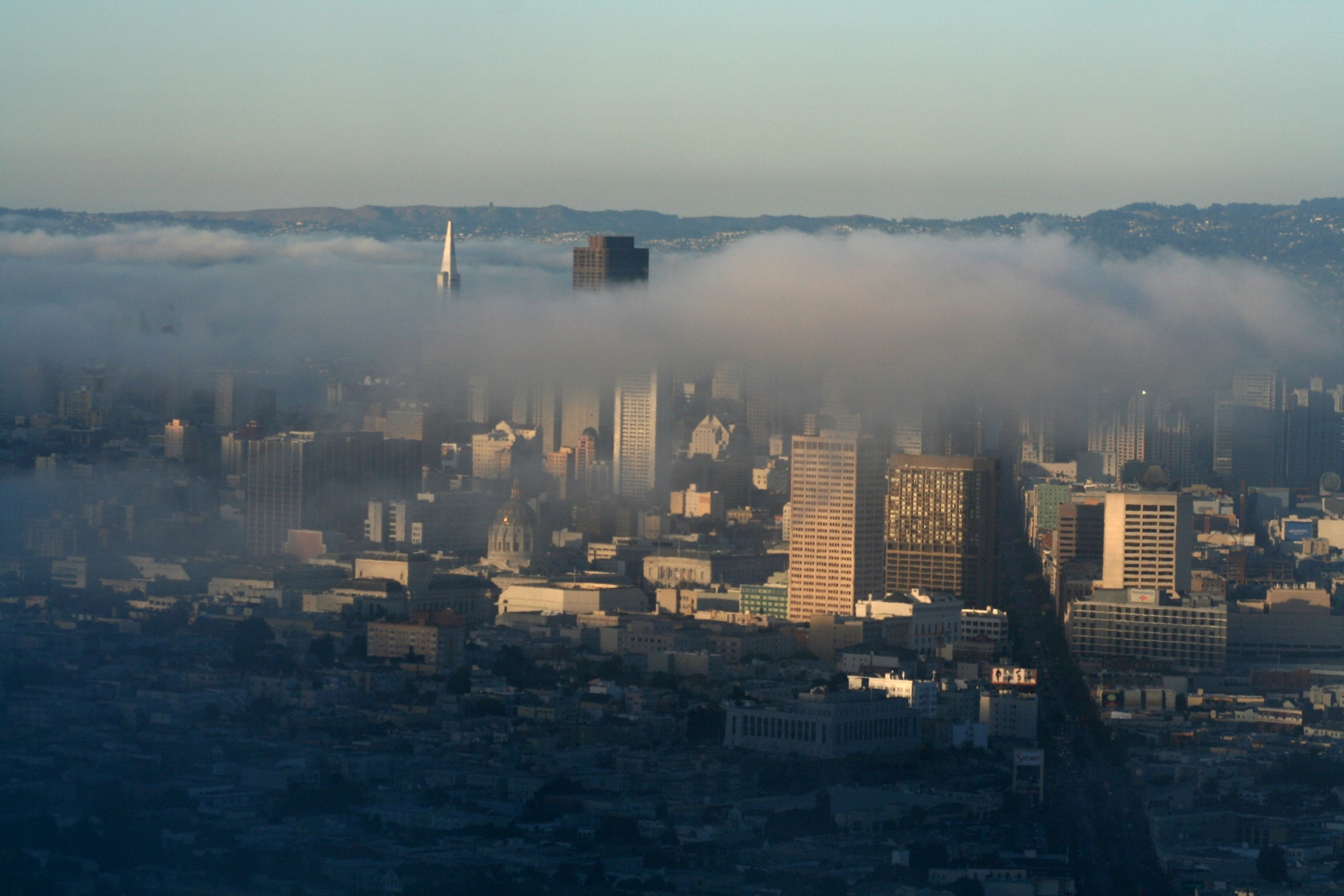
ツインピークスから見たサンフランシスコのダウンタウン

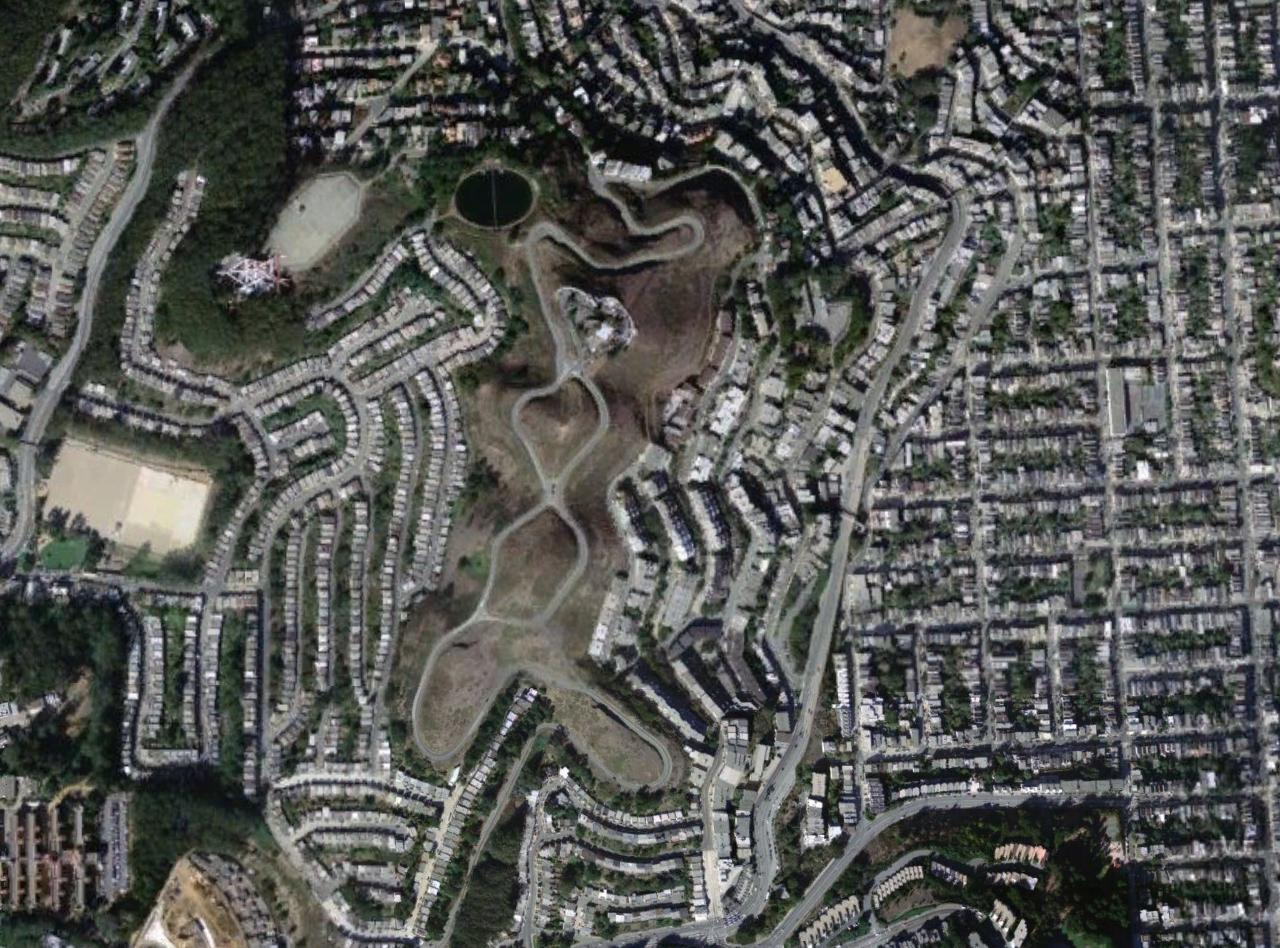
ツインピークスの航空写真

ツインピークス（英語: Twin Peaks、以前はSan Miguel Hillsとも称した）は、アメリカ合衆国カリフォルニア州サンフランシスコ市にある景勝地で、高さは北側が約276m、南側が約277mである。サンフランシスコの地理的な中心に位置し、市内ではデービットソン山に次いで標高が高い。名称の由来は双子のような山だからである。
2つの山を南北に分ける様にTwin Peaks Boulevardが通っていて、それが頂上への唯一つの道である。また、この山には無数のテレビや無線の送信塔と貯水タンクが立っている。
同時にこの山はあまり開発がなされていなかったため、自然保護地区として当局によって指定された31エーカーの一部になっている。そのため、このエリアは多くの動植物の住処となっている。また、山頂からは市内を一望でき、クリスマスシーズンなどは多くの人でにぎわう。
この山の下をMuniのツインピークス・トンネルが通過している。